# Microdrosophila macroctenia
Microdrosophila macroctenia är en tvåvingeart som beskrevs av Toyohi Okada 1988. Microdrosophila macroctenia ingår i släktet Microdrosophila och familjen daggflugor.
Artens utbredningsområde är Sri Lanka. Inga underarter finns listade i Catalogue of Life.